# Championnat du Portugal féminin de football 2005-2006
Navigation
Édition précédente Édition suivante
La saison 2005-2006 du Championnat du Portugal féminin de football est la 21e édition de la compétition. À la suite d'une modification du format de la compétition, initialement 6 clubs participe à ce dernier (les 6 clubs ayant participé à la phase finale du championnat 2004-05). Mais à la suite de la mise en sommeil de la section féminine du Vitória Setúbal, seuls 5 clubs disputent cette saison. Le championnat s'organise avec une nouvelle structure : Chaque clubs affrontent à quatre reprises les quatre autres selon le principe des matches aller et retour. Selon le principe de deux phases, une première phase en matchs aller-retour tout comme la deuxième, les points de chaque phase s'additionnant.
Une nouvelle fois le 1º Dezembro, écrase le championnat, avec quinze points d'avance sur son dauphin, qui cette saison est le Sport Marítimo Murtoense, ne s'inclinant qu'à une seule reprise face au Boavista, défaite 3 à 2, lors de l'avant dernière journée. L'Escola Futebol Clube Molelinhos qui termine dernier n'est néanmoins pas relégué en division inférieure, ce qui permet avec la montée de Fonte-Boa, d'avoir la saison prochaine, six équipes.

## Clubs Participants
Ce tableau présente les cinq équipes qui disputent le championnat 2005-2006. On y trouve le nom des clubs, la date de création du club, le nom des stades ainsi que la capacité de ces derniers.
Légende des couleurs
- Vainqueur de la Campeonato Nacional Feminino la saison précédente.
- Promu de division inférieure.

| \| 1º Dezembro Escola Murtoense Boavista Várzea \| Localisation des clubs engagés. |
| 1º Dezembro Escola Murtoense Boavista Várzea                                       |

| Nom du club       | Date de création | Dernière montée | Division 2004-2005  | Stade                                    | Capacité | Titres | Classement saison précédente |
| ----------------- | ---------------- | --------------- | ------------------- | ---------------------------------------- | -------- | ------ | ---------------------------- |
| SU 1º Dezembro    | 1880             | 1994            | Campeonato Nacional | Campo Conde de Sucena                    | 1 000    | 5      | 1er                          |
| ARC Várzea        | 1977             | 2000            | Campeonato Nacional | Campo de Jogos da Várzea                 | 1 000    | /      | 2e                           |
| SM Murtoense      | 2002             | 2003            | Campeonato Nacional | Estádio Municipal da Murtosa             | 1000     | /      | 3e                           |
| Boavista FC       | 1903             | 1985            | Campeonato Nacional | Campo de Treinos do Estádio do Bessa XXI | 500      | 11     | 4e                           |
| Escola Molelinhos | -                | 1990            | Campeonato Nacional | Campo do Vale da Pata                    | 800      | /      | 5e                           |

## Compétition

### Règlement
Le classement est calculé avec le barème de points suivant : une victoire vaut trois points, le match nul un. La défaite ne rapporte aucun point.
Les critères utilisés pour départager les équipes en cas d'égalité au classement sont les suivants :
1. plus grand nombre de points dans les confrontations directes ;
2. plus grande différence de buts particulière ;
3. plus grande différence de buts générale ;
4. plus grand nombre de buts marqués.

### Classement[1]
| Rang | Équipe            | Pts | J  | G  | N | P  | Bp | Bc | Diff |
| ---- | ----------------- | --- | -- | -- | - | -- | -- | -- | ---- |
| 1    | SU 1º DezembroT   | 41  | 16 | 13 | 2 | 1  | 44 | 11 | +33  |
| 2    | SM Murtoense      | 26  | 16 | 8  | 2 | 6  | 26 | 24 | +2   |
| 3    | ARC Várzea        | 23  | 16 | 6  | 5 | 5  | 32 | 25 | +7   |
| 4    | Boavista FC       | 14  | 16 | 4  | 2 | 10 | 20 | 44 | -24  |
| 5    | Escola Molelinhos | 9   | 16 | 2  | 3 | 11 | 13 | 31 | -18  |

|  | Vainqueur de la compétition. |
|  | T Tenant du titre. P Promu de division inférieure. Pts points ; G victoires ; N match nuls ; P défaites Bp buts marqués ; Bc buts encaissés ; Diff différence de buts |

| Résultats (▼dom., ►ext.)                                   | 1ºD | 1ºD | Mur | Mur | Vár | Vár | Boa | Boa | Esc | Esc |
| SU 1º Dezembro                                             |     |     | 3-0 | 2-0 | 2-2 | 1-1 | 6-0 | 6-1 | 2-0 | 3-1 |
| SM Murtoense                                               | 0-4 | 0-1 |     |     | 1-2 | 2-1 | 4-1 | 2-1 | 2-1 | 1-2 |
| ARC Várzea                                                 | 1-2 | 1-3 | 2-2 | 1-1 |     |     | 3-0 | 4-0 | 3-0 | 1-1 |
| Boavista FC                                                | 1-3 | 3-2 | 0-2 | 2-3 | 1-3 | 5-3 |     |     | 2-1 | 1-1 |
| Escola Molelinhos                                          | 0-1 | 0-3 | 0-4 | 1-2 | 0-1 | 4-3 | 1-1 | 0-1 |     |     |
| - Victoire à domicile - Match nul - Victoire à l'extérieur |     |     |     |     |     |     |     |     |     |     |

### Évolution du classement
| Journée ╱ Équipe  | 1              | 2 | 3 | 4 | 5 | 6 | 7 | 8 | 9 | 10 | 11 | 12 | 13 | 14 | 15 | 16 | 17 | 18 | 19 | 20 |   |
| ----------------- | -------------- | - | - | - | - | - | - | - | - | -- | -- | -- | -- | -- | -- | -- | -- | -- | -- | -- | - |
| Journée ╱ Équipe  | SU 1º Dezembro | 1 | 1 | 1 | 1 | 1 | 1 | 1 | 1 | 1  | 1  | 1  | 1  | 1  | 1  | 1  | 1  | 1  | 1  | 1  | 1 |
| SM Murtoense      | 2              | 3 | 2 | 2 | 3 | 3 | 3 | 3 | 3 | 3  | 3  | 3  | 3  | 2  | 3  | 2  | 2  | 2  | 2  | 2  |   |
| ARC Várzea        | 3              | 2 | 3 | 3 | 2 | 2 | 2 | 2 | 2 | 2  | 2  | 2  | 2  | 3  | 2  | 3  | 3  | 3  | 3  | 3  |   |
| Boavista FC       | 4              | 4 | 4 | 4 | 4 | 4 | 4 | 4 | 4 | 4  | 4  | 4  | 4  | 4  | 4  | 4  | 4  | 4  | 4  | 4  |   |
| Escola Molelinhos | 5              | 5 | 5 | 5 | 5 | 5 | 5 | 5 | 5 | 5  | 5  | 5  | 5  | 5  | 5  | 5  | 5  | 5  | 5  | 5  |   |

## Bilan de la saison
| Championnat du Portugal féminin de football 2005-2006 |                           |
| Champion                                              | SU 1º Dezembro (6e titre) |
| Dauphin                                               | SM Murtoense              |
| Coupes et trophées                                    |                           |
| Vainqueur de la Coupe du Portugal 2005-2006           | SU 1º Dezembro            |
| Coupe féminine de l'UEFA 2006-2007                    | SU 1º Dezembro            |
| Promotions et relégations                             |                           |
| Promus en Campeonato Nacional                         | ADRC Fonte-Boa            |
| Relégués en II Divisão Nacional                       | Aucun                     |